# Jaume Fuster Alzina
 (mai 2025).
Si vous disposez d'ouvrages ou d'articles de référence ou si vous connaissez des sites web de qualité traitant du thème abordé ici, merci de compléter l'article en donnant les références utiles à sa vérifiabilité et en les liant à la section « Notes et références ».
Pour les articles homonymes, voir Fuster et Alzina.
Jaume Fuster Alzina (né en 1946 à Capdepera) est un philologue et un écrivain majorquin.

## Biographie
Jaume Fuster est licencé en philologie catalane par l'université des îles Baléares. En tant que membre fondateur de la revue Cap Vermell il publia de la poésie et des articles de sociolinguistique. Entre autres, il reçut le prix Ploma de Ferro de narrative courte en 1997 et 1999 et le prix Vila d'Artà en 2006. Fuster écrit de la poésie, de la narrative et des pièces de théâtre. Il vit dans l'est de l'Île de Majorque.

## Œuvre
- El vent de les paraules, poésie, SetzeVents Editorial, Urús 2008
- L'estrena, théâtre, 2003
- De mica en mica s'omple la pica, contes, Edicions 62, Barcelona 2002
- Les claus de vidre, roman, Edicions de la Magrana, Barcelona 2002
- Els malnoms de Capdepera, 2001
- Un geni, aproximadament, théâtre, 2000
- Capdepera, 700 anys, théâtre, 2000
- Les cartes d'Hèrcules Poirot, théâtre, Edicions 62, Barcelona 1996
- La guàrdia del rei, contes, Edicions 62, Barcelona 1994